# Bollnäs Gymnastik- och Idrottsförening Fotbollsförening
O Bollnäs GoIF/B Fotboll, ou simplesmente Bollnäs GIF Fotboll, é um clube de futebol da Suécia fundado em 1895. Sua sede fica localizada em Bollnäs.